# UFC Fight Night: Belfort vs. Gastelum
UFC Fight Night: Belfort vs. Gastelum var en MMA-gala som arrangerades av Ultimate Fighting Championship och ägde rum 11 mars 2017 i Fortaleza i Brasilien. 

## Resultat
1. ↑  Ursprungligen vinst via TKO i först ronden för Gastelum. Resultatet ogiltigförklarades efter att Gastelum fastnat i en dopingkontroll (cannabis).